# Fortezza dell'Annunziata
La fortezza dell'Annunziata o ridotta dell'Annunziata è stata un'antica fortezza situata nel comune di Ventimiglia, in provincia di Imperia. Assieme alla fortificazione di Castel d'Appio e al forte San Paolo fa parte degli antichi edifici difensivi eretti a Ventimiglia durante la dominazione della Repubblica di Genovae, successivamente, durante il periodo napoleonico.

## Storia

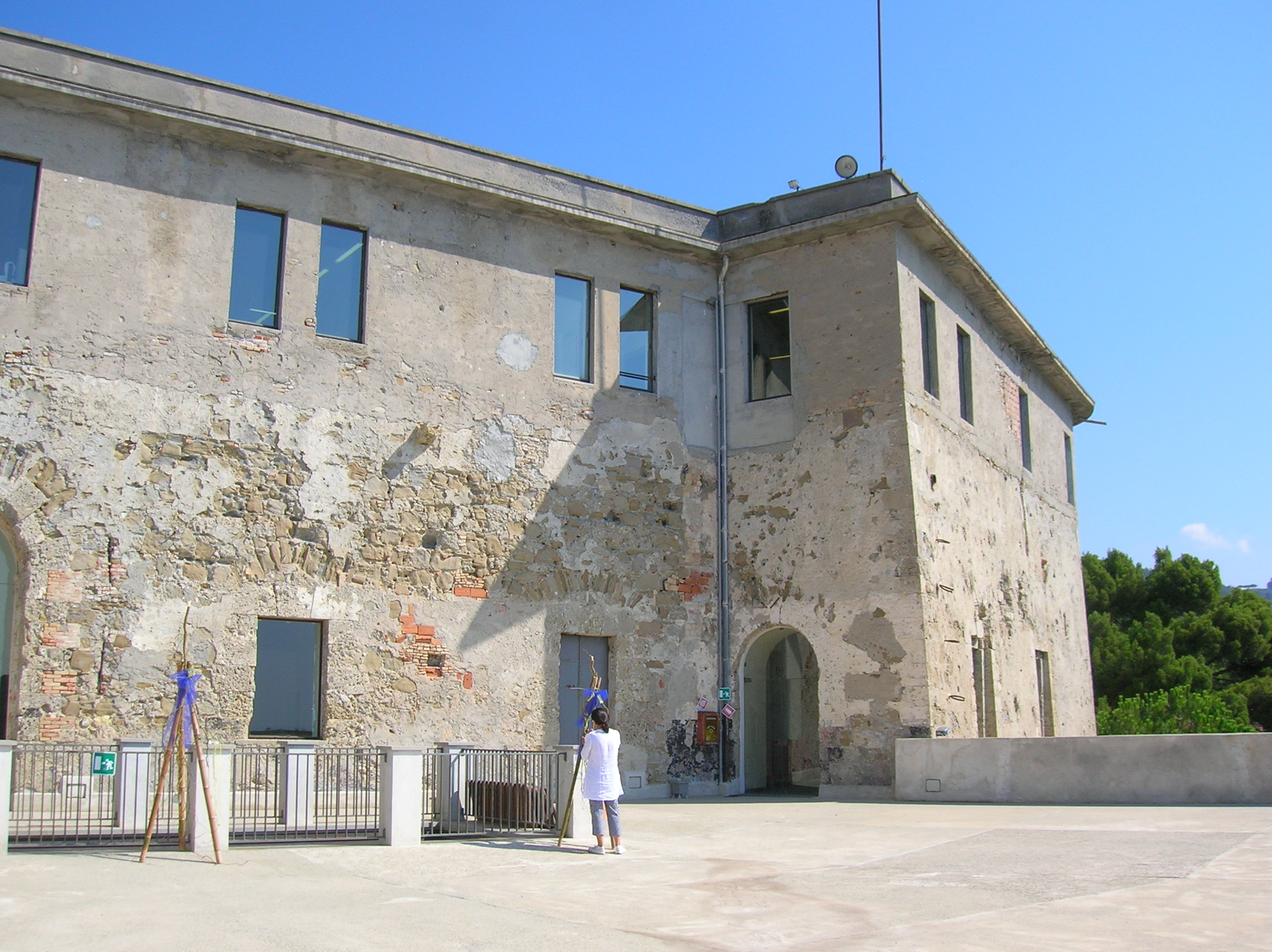
Particolare della fortezza

La ridotta fu realizzata nei primi decenni del XIX secolo a seguito del trattato di Parigi del 1815 convocato dopo la caduta dell'imperatore francese Napoleone Bonaparte. Nel trattato l'Impero austriaco impose che una parte dell'indennità imposta allo stato francese venisse assegnata invece al Regno di Sardegna per fortificare i confini occidentali alpini del Piemonte e della Liguria.
Inoltre l'apertura della nuova strada costiera verso la Francia, l'attuale via Aurelia, voluta da Napoleone dopo le ostilità, fece sì che l'Austria intraprendesse nuove lamentele; si decise pertanto di erigere a Ventimiglia - considerata un luogo strategico - una cittadella fortificata per contrastare e controllare il facile passaggio costiero verso il nord ovest italiano e la Pianura Padana.
Originariamente la struttura era adibita a convento dell'Ordine dei frati minori, con il nome di convento dell'Annunziata. Nel 1831 il colonnello Malaussena e il tenente colonnello Podestà furono incaricati del progetto di trasformazione dell'edificio in un'opera di sbarramento in casamatta; agli studi partecipò anche il luogotenente Camillo Benso Conte di Cavour, all'epoca diciottenne. La nuova fortezza fu collegata con una possente cinta muraria e tramite cunicoli sotterranei con il già preesistente forte San Paolo del XIII secolo.
Nel luglio del 1883 con decreto reale si ordinò la cessazione di ruolo di piazzaforte per Ventimiglia e nel 1884 la ridotta dell'Annunziata venne disarmata e trasformata in una caserma di fanteria (assumerà in seguito la denominazione di "Caserma Umberto I"), mentre il forte San Paolo fu del tutto smantellato. In seguito abbandonata, dopo la seconda guerra mondiale il demanio militare la cedette al Comune di Ventimiglia che a sua volta passò la proprietà all'Azienda Autonoma di Soggiorno e Turismo.
Dal 1990 il piano rialzato ospita il museo civico archeologico "Girolamo Rossi".